# Moenkhausia flava
Moenkhausia flava es una especie del género de peces de agua dulce Moenkhausia perteneciente a la familia de los caracínidos. Habita en ambientes acuáticos tropicales en el centro de Sudamérica.

## Taxonomía
Descripción original
Esta especie fue descrita originalmente en el año 2018 por los ictiólogos Ricardo Britzke, Waldo Pinheiro Troy, Claudio Oliveira y Ricardo Cardoso Benine.
Localidad tipo
La localidad tipo referida es: “arroyo São Jorge, afluente del río Sepotuba (cuenca del río Paraguay) en las coordenadas: 14°27′24.9″S 57°34′32.7″O / -14.456917, -57.575750, Tangará da Serra, estado de Mato Grosso, Brasil”.
Holotipo
El ejemplar holotipo designado es el catalogado como: MZUSP 123719; se trata de un espécimen adulto, el cual midió 34 mm de longitud estándar. Fue capturado por Ricardo Britzke, Talitha Soyara Zanini y Waldo Pinheiro Troy el 12 de noviembre de 2009. Se encuentra depositado en la colección de ictiología del Museo de Zoología de la Universidad de São Paulo (MZUSP), ubicado en la ciudad homónima.
Etimología
Etimológicamente el término genérico Moenkhausia es un epónimo que refiere al apellido de la persona a quien fue dedicado, William J. Moenkhaus, quien fuera profesor de la Universidad de Indiana y colaborador del Museo Paulista, ubicado en la ciudad brasileña de São Paulo.
El epíteto específico flava es un adjetivo, el cual deriva del latín flavus, que significa ‘amarillo’, en alusión al patrón cromático corporal en tonos amarillentos que presentan los especímenes vivos de este pez.
Caracterización y relaciones filogenéticas
Moenkhausia flava se identifica de sus congéneres por un conjunto propio de caracteres: una difusa mancha humeral de forma oval, alargada verticalmente, que se extiende horizontalmente desde la tercera a la quinta escama de la línea lateral y, verticalmente, desde la tercera fila de escamas sobre la línea lateral hasta la primera fila bajo dicha línea, seguida por escasos cromatóforos en el flanco, lo que se combina con una línea oscura bien definida en la base de la aleta anal.
El patrón cromático general del cuerpo es amarillo pálido. La región dorsal es de color oliva; el abdomen va de blanquecino a amarillo claro; las aletas pélvica y adiposa con coloración amarilla-anaranjada; las aletas dorsal y caudal con coloración naranja-rojiza; la aleta anal exhibe en los primeros radios una coloración naranja-rojiza mientras que los radios restantes son hialinos; presenta una conspicua línea oscura en la base de la aleta anal; finalmente, las aletas pectorales son amarillentas.
Moenkhausia flava posee línea lateral porosa completa, pero un patrón corporal similar a varias especies del género Hemigrammus. El análisis filogenético arrojó que su especie más próxima es Moenkhausia copei, estando también estrechamente relacionada con M. collettii, Hemigrammus barrigonae y H. ulreyi (cercanía además fenotípicamente respaldada por el patrón de color general de todas estas especies), sin embargo, al momento de describirla y de manera conservadora, los autores optaron por ubicarla en el género Moenkhausia bajo los lineamientos de su tradicional definición, hasta tanto no se resuelva la taxonomía del grupo parafilético que integra a este junto con Hemigrammus, además de algunos otros géneros.
Moenkhausia flava pertenece al “grupo de especies Hemigrammus lunatus”.

## Distribución geográfica y hábitat
Moenkhausia flava se distribuye en el centro de Brasil, en el estado de Mato Grosso. Habita solo en afluentes del río Sepotuba superior, aguas arriba de la barrera física natural que representan las cascadas Salto das Nuvens y Salto Maciel, cuenca del río Paraguay, perteneciente a la cuenca del Paraná, integrante a su vez de la cuenca del Plata; dicha hoya hidrográfica vuelca sus aguas en el océano Atlántico Sudoccidental por intermedio del Río de la Plata.
Habita en tramos semi-lénticos de un curso fluvial poco profundo de aguas claras, con lecho de arena y pequeñas piedras dispersas, con vegetación riparia, además de vegetación acuática: Echinodorus, Eleocharis, Hygrophila, Mayaca, etc.